# Алберт фон Лихтенберг
Алберт фон Лихтенберг (на немски: Albert von Lichtenberg; † сл. 1197) е първият известен от благородническия род на господарите на Лихтенберг.
Алберт фон Лихтенберг се жени и има децата:
- Лудвиг I фон Лихтенберг (* 1206; † 1250 или 1252), господар на Лихтенберг и фогт в Нойвайлер в Елзас и Страсбург, женен I. за Елизабет († 1271), II. за Аделхайд фон Етендорф фрау фон Цинзвайлер († сл. 1278)
- Рудолф фон Лихтенберг († 1221)
- Хайнрих I фон Лихтенберг († 1232/1228, 1232), баща на Хелика († сл. 1293), омъжена на 5 януари 1247 г. за Рудолф III фон Юзенберг-Кенцинген († 1 април 1296)
- синове († сл. 1219)